# Drosera regia
Drosera regia, es una especie de planta carnívora del género Drosera, endémica de un único valle en Sudáfrica. El nombre del género Drosera proviene de la palabra griega droseros, que significa "cubierta de rocío". 
El epíteto específico regia es derivado de la palabra en latín que significa "real", una referencia a la "apariencia sorprendente" de la especie. Las hojas pueden llegar a medir 70 cm de largo. Posee numerosas características antiguas que no se observan en otras especies de Drosera, incluyendo rizomas leñosos, polen operculado, y la falta de vernación circinada en el crecimiento del escapo. Todos estos factores, combinados con la información molecular de un análisis filogenético, aporta evidencia en cuanto a que la D. regia posee algunas de las características más antiguas dentro del género. Algunas de éstas son compartidas con su pariente la Venus atrapamoscas (Dionaea muscipula), lo cual sugiere que han evolucionado conjuntamente.
Las hojas recubiertas de tentáculos pueden capturar presas grandes, tales como escarabajos, polillas y mariposas. Los tentáculos de todas las especies de Drosera son glándulas especializadas montadas sobre pelos, que se encuentran en la superficie superior de la hoja, que producen un mucílago pegajoso. Se considera que las hojas son trampas cazamoscas activas que responden para capturar la presa enrollándose para rodearla. En su hábitat nativo denominado fynbos, las plantas compiten por espacio con los pastos nativos y arbustos perennifolios bajos. De las dos poblaciones identificadas de D. regia, el sitio a mayor altitud padece de sobrecrecimiento y esencialmente se encuentra próximo a la extinción local. El sitio con menor altitud se estima aloja unas 50 plantas maduras, lo que la convierte en la especie más amenazada, ya que su sobrevivencia en estado silvestre se encuentra en serio peligro. A menudo es cultivada por los entusiastas de las plantas carnívoras y se ha registrado un solo cultivar.

## Descripción

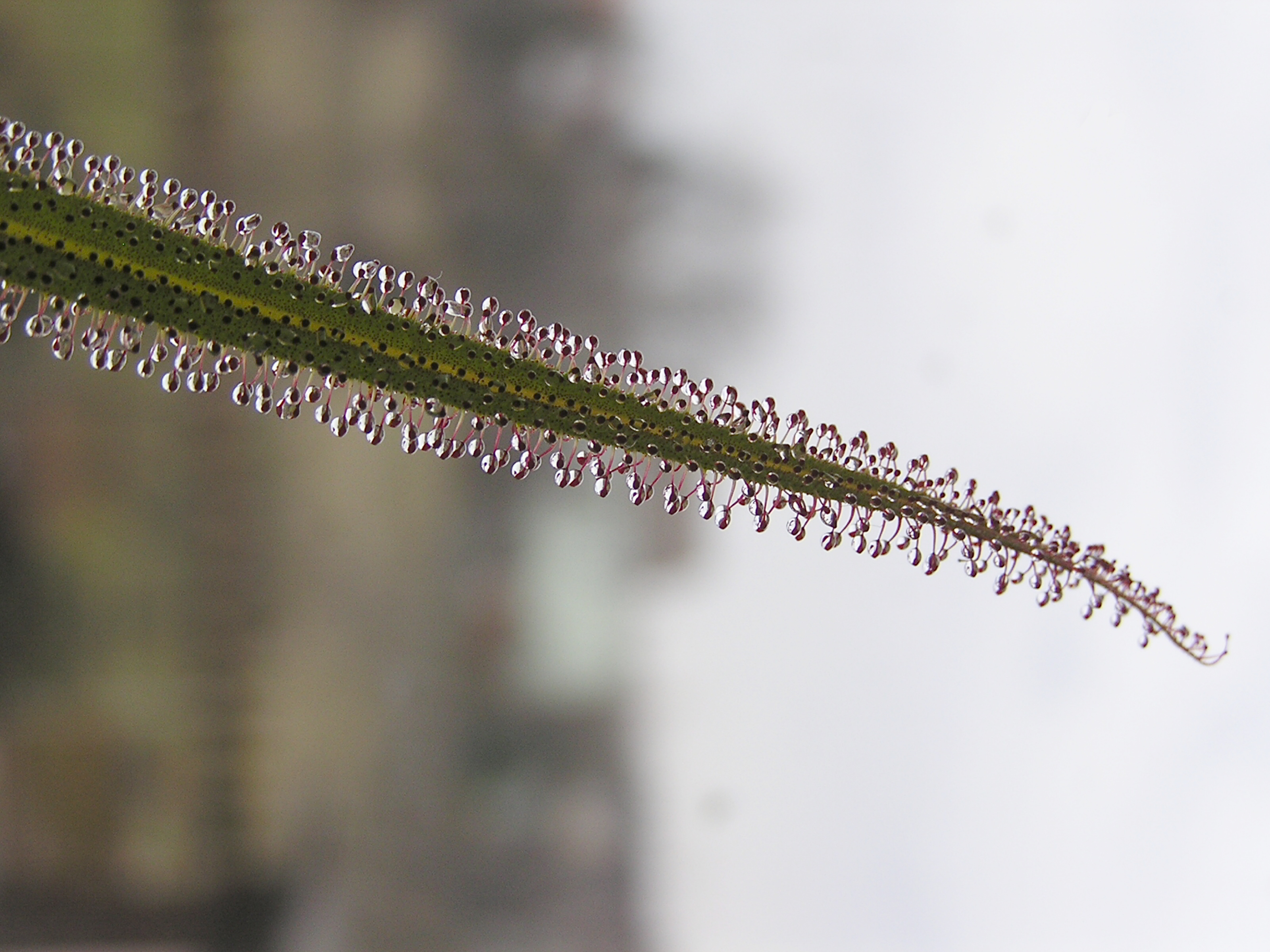
Detalle de una hoja.

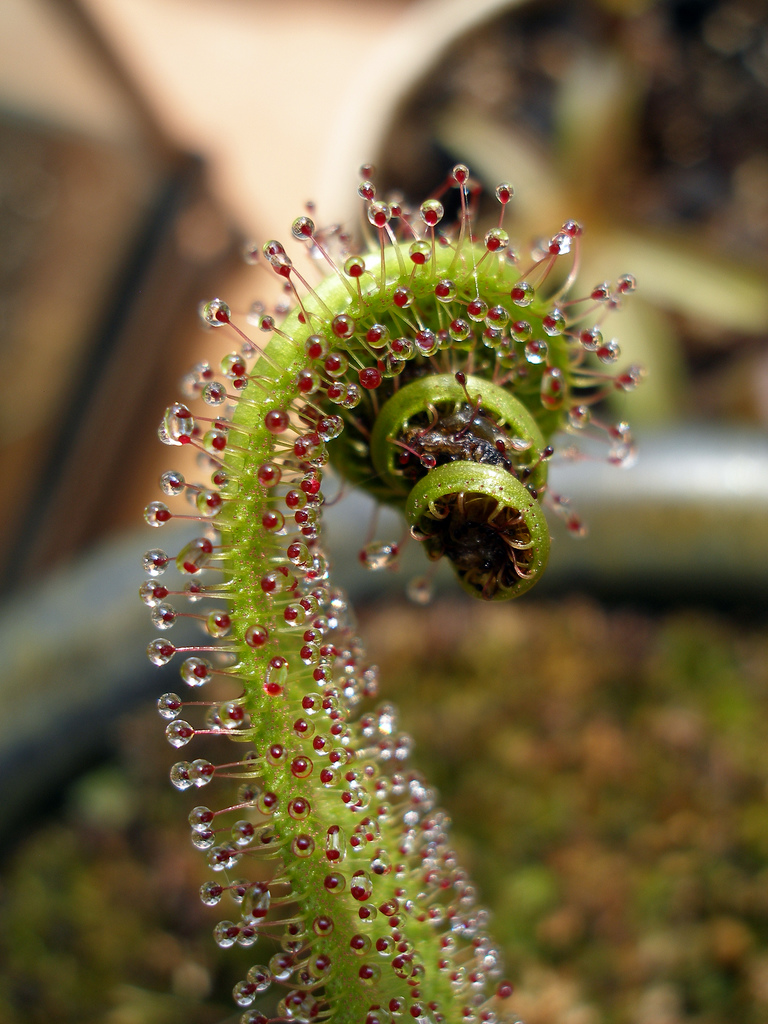
Hoja envuelta en torno a su presa.

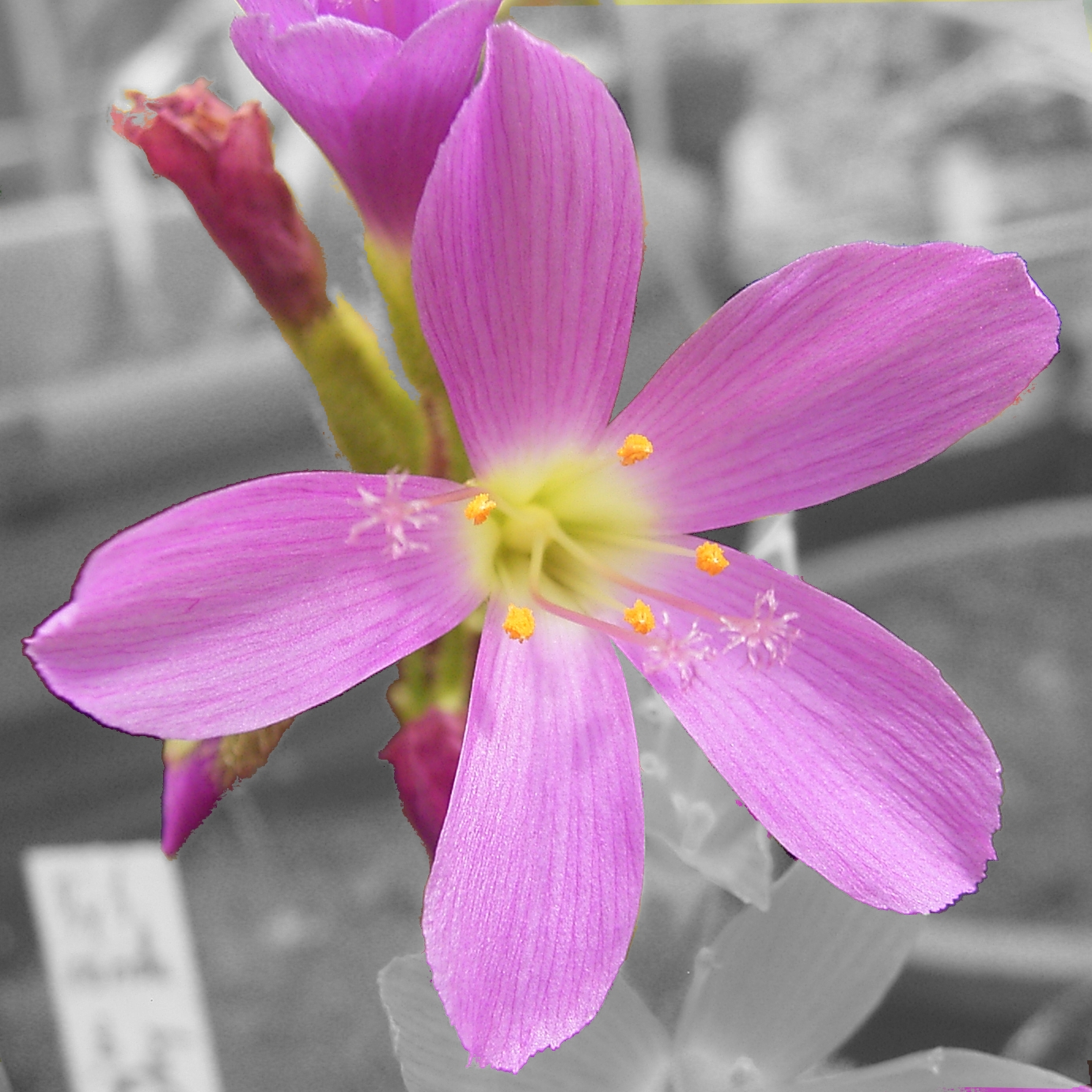
Detalle de una flor de Drosera regia.

Es una planta herbácea relativamente grande que produce rizomas horizontales leñosos y una corona de grandes hojas lineales de hasta 70 cm de largo y 2 cm de ancho. Las hojas poseen glándulas en el extremo de pelos (tentáculos) sobre la superficie superior de la hoja en casi toda la extensión de la misma. Las hojas no poseen peciolos, ni estípulas, emergiendo mediante vernación circinada (desenrollándose) y angostándose hacia un punto en un esquema filiforme. Los tentáculos y la hoja misma son capaces de responder ante la presencia de una presa enrollándose para atrapar insectos que han quedado adheridos en el mucílago adhesivo que producen las glándulas. 
Las hojas poseen la capacidad de enrollarse sobre sí mismas varias veces. Cada hoja posee miles de tentáculos, los cuales combinados con la habilidad de la hoja de enrollarse le ayudan a capturar y retener presas relativamente grandes. En su hábitat nativo captura escarabajos grandes, polillas y mariposas. Durante la temporada fría las plantas pasan por un período de dormancia, formando un brote aletargado, que consiste de un conjunto apretado de hojas cortas e inmaduras. Las plantas comienzan a salir de su dormancia hacia mediados de julio, y una temporada típica de crecimiento se extiende desde octubre a abril, aunque esto es variable y algunas plantas pueden seguir creciendo todo el año sin pasar por el período de dormancia. Cuando las hojas mueren permanecen adosadas al corto tallo, arropando la zona inferior de la planta con las hojas ennegrecidas de los años anteriores.
Los rizomas leñosos que produce la planta son una de las características inusuales que sólo comparte con D. arcturi del mismo género; la ausencia de rizomas leñosos en todas las otras Drosera a menudo es citada como una indicación del linaje antiguo de D. regia y D. arcturi. Drosera regia también posee relativamente pocas raíces carnosas gruesas, que poseen pelos radicales en los 15cm del extremo de la raíz. La reproducción asexual de plantas maduras a menudo ocurre luego de la floración con nuevas plantas desarrollándose desde el rizoma y las raíces. Después de un incendio, a menudo brotan nuevas plantas de las raíces que no han sido dañadas.
Florece en enero y febrero en su lugar de origen, produciendo escapos que llegan a medir 40 cm de largo. Los escapos emergen en forma vertical, sin la vernación circinada en sus hojas y todos los otros escapos del género Drosera, a excepción de D. arcturi. Los escapos consisten de las dos ramas primarias y portan unas 5 a 20 (a veces hasta 30) flores rosadas sin aroma con pétalos de unos 2 a 3 cm de longitud. Las brácteas son pequeñas, con algunos tentáculos de dimensiones reducidas. Cada flor posee tres pistilos que emergen desde la parte superior del ovario y que se extiende más allá de cinco estambres erectos de 15 mm de longitud, que rodean al ovario. Este esquema minimiza la probabilidad de autofertilización. Los estudios han demostrado que el polen operculado es liberado en tétradas (grupos fusionados compuestos por cuatro granos de polen), característica que es similar en Dionaea muscipula (la Venus atrapamoscas) y Aldrovanda vesiculosa, es incompatible con la clonación, lo cual resulta en la falta de producción de semilla si la planta es autofertilizada. Las semillas son entre marrones a negras, lineales y ornamentadas con una especie de fina filigrana, con una longitud de 2 mm y un diámetro de 0.5 mm. Las semillas son liberadas hacia fines de marzo.
Las características inusuales que la distinguen de las otras especies en el género incluyen el rizoma leñoso, pistilos no divididos, y el polen operculado. Drosera regia comparte algunas otras características con la variedad robusta de Tasmania de D. arcturi, incluidas la falta de estípulas y peciolos y el crecimiento no circinado del escapo.
Posee un número de cromosomas diploide 2n = 34, lo cual es poco común en el género Drosera y parecido al número de cromosomas diploide de la Venus atrapamoscas (Dionaea muscipula), otro miembro de las Droseraceae. A partir de múltiples estudios se ha determinado un contaje variable de cromosomas en Dionaea que incluye 2n = 30, 32, y 34. De las especies de Drosera con contaje de cromosoma conocido, la mayoría son múltiplos de x = 10. Tomando como base una revisión amplia de los estudios de cariotipo, el botánico Fernando Rivadavia ha sugerido que el número de cromosomas base para el género podría ser 2n = 20, un número que poseen numerosas especies de Drosera incluida la difundida D. rotundifolia. Algunas excepciones a este número base son las especies de Drosera de Australia, Nueva Zelandia y el Sureste Asiático, que poseen números de cromosomas en el rango 2n = 6 a 64.

## Distribución y hábitat
Es endémica de Sudáfrica y solo ha sido encontrada en dos sitios a altitudes de 500 m y 900 m en las montañas Bainskloof cerca de Wellington, Provincia Occidental del Cabo en Sud África. A pesar de exploraciones muy amplias, no ha sido posible encontrar ejemplares de D. regia en ninguna ubicación similar en valles vecinos. Para estas dos poblaciones se han reportado pequeñas variaciones morfológicas tales como hojas más anchas para estas dos poblaciones reducidas, las cuales se encuentran restringidas al área de apenas unos pocos cientos de metros cuadrados. La Drosera regia se encuentra como parte de una vegetación natural del fynbos entre densos pastos húmedos. El hábitat del fynbos es similar a una vegetación baja arbustiva o brezal, dominado por arbustos bajos perennes.
El sitio a menor altitud en el cual se encuentra se caracteriza por suelos permanentemente húmedos que consisten principalmente en una terraza de grava formada a partir de un antiguo cauce de arroyo. Las plantas crecen en una arena de cuarcita turbosa, a menudo con una capa de grava. Los rizomas de las plantas maduras crecen por encima del terreno y entre pastos asociados y ciperáceas cuando la grava se encuentra ausente y por debajo del suelo cuando existe una cubierta de grava. La vegetación de la zona incluye especies de Leucadendron y miembros de las familias Cyperaceae, Iridaceae, y Restionaceae. El hábitat de la D. regia depende de incendios periódicos que barren el terreno y evitan que otras plantas de mayor porte ahogen a los ejemplares de D. regia. Es infrecuente ocurran heladas en este valle.

### Estado de conservación
En un informe fechado en el año 2009 sobre un viaje realizado en el 2006, el botánico Andreas Fleischmann indicó que el sitio a mayor altitud se encuentra plagado de plantas de la familia Restionaceae y que no pudo encontrar ningún ejemplar de D. regia. El sitio a menor altitud presentaba condiciones similares, pero él pudo contar aproximadamente unas 50 plantas maduras, lo que convirtió a esta en una de las especies más críticamente amenazadas de Drosera. Mientras que la D. regia no ha sido evaluada según los estándares actuales de la Unión Internacional para la Conservación de la Naturaleza (IUCN por sus siglas en inglés) para ver si califica en la categoría de Lista roja de especies amenazadas, la Sociedad Internacional de Plantas Carnívoras coloca a la D. regia en su lista de especies de plantas carnívoras en peligro. La Drosera regia fue también clasificada como "rara" en un informe previo de IUCN fechado en 1997, pero estas evaluaciones previas de la IUCN se encontraban a menudo pobremente documentadas y por lo tanto no se les da crédito actualmente. Varios autores han mencionado cuán escasa y rara es la D. regia en estado salvaje, hasta el punto de calificarla como "amenazada de extinción".

## Taxonomía e historia
Fue descrita por primera vez en 1926 por la botánica sudafricana Edith Layard Stephens. El nombre binomial Drosera regia es derivado de la palabra griega droceros, que significa “cubierta de rocío” y el epíteto específico regia viene de “real” en latín, fue una alusión a lo que Stephens describió como “aspecto llamativo”. El género es colectivamente llamado “rocío de sol”, mientras que Drosera regia es comúnmente llamado rey de los “rocío de sol”. Stephens fue informado sobre esta nueva especie por el Sr. J. Rennie, que encontró varias plantas junto a un arroyo en el extremo superior de “Baviaans Kloof” en la Semana Santa de 1923. Más especies fueron encontradas en otro sitio más elevado en una meseta entre South Ridge Peak y Punto de Observación. Una segunda población fue encontrada en 1926 unos 6,5 km abajo de Slanghoek Peak cerca de la cabecera del río Witte.
Stephens la ubicó en la sección Psychophila de Planch, que en esa época incluía a D. arcturi , D. stenopetala, y D. uniflora, ella notó que la inflorescencia de muchas flores era inusual en este grupo. En 1970 la botánica sudafricana Anna Amelia Obermeyer sugirió que D.regia no encajaba en los grupos taxonómicos establecidos por Ludwig Diels en 1906 en sus monografías de esta familia. Obermayer destacó las características inusuales que tenía D. regia y que la diferenciaba de cualquier otra especie de Drosera: el polen operculado, hojas con vernación circinada, pistilos no divididos, y rizoma leñoso. En 1994, Rüdiger Seine y Wilhelm Barthlott propusieron clasificar a D. regia como única especie en un subgénero, Drosera subg. Regiae, para “dar un reconocimiento adecuado a D. regia dentro del género”. Esta posición taxonómica fue afirmada por Jan Schlauer en su clave dicotómica y revisiones taxonómicas publicadas en 1996. Además, en 1996 los investigadores Jindřich Chrtek y Zdeňka Slavíková, propusieron cambios taxonómicos en el género dividiendo D. regia en un género aparte (monotípico), Freatulina. Chrtek y Slavíková citaron muchas diferencias morfológicas entre D. regia y todos los demás miembros del género Drosera, para así respaldar su decisión sobre la división taxonómica. Ellos reafirmaron sus opiniones taxonómicas en un artículo publicado en 1999 que también incluía a la división de Droseras tuberosas, miembros del subgénero Ergaleium, a nivel del género Sondera resucitado por Johann Georg Christian Lehmann. De cualquier manera estas revisiones taxonómicas, no han tenido apoyo, han sido rechazadas o en gran parte ignoradas por las recientes publicaciones de este género.

### Relaciones evolutivas
Análisis filogenéticos de características de su morfología y secuencias de genes dieron evidencias de su posición basal (sospechada por mucho tiempo) dentro del género perteneciente a D. regia, con frecuencia visto como la más antigua de todas las especies existentes de Drosera. Su morfología distinta y sus características antiguas son únicas, entre las que comparte con el ancestro común de todas las Drosera es su polen operculado, que indujo a los investigadores a enunciar la teoría sobre su antigua pertenencia al género. El primer análisis cladistico se basó en un rbcl y datos morfológicos confirmaron estas ideas y sugirieron que D. regia formara un clado hermano con todas las otras Drosera conocidas, y con Dionaea muscipula formando un clado hermano a todas las Drosera. Análisis más recientes de 2002 basados en ADN nuclear (ARN ribosomal 18S), ADN de plastos (rbcL, matK, atpB), y datos morfológicos confirmaron esta relación. Dando a D. regia evidencias de su posición basal en el género y su cercana relación con Dionaea y Aldrovanda. Nuevos análisis realizados en el 2003 revelaron una relación entre D. regia y D. arcturi, las dos se agrupan basalmente con respecto a todas las demás Drosera, sugiriendo la relación entre D. regia y todas las demás Drosera por medio de su vínculo con D. arcturi.
Evidencias de la evolución de “trampas-instantáneas” de Dionaea y Aldrovanda han surgido a partir de una trampa matamoscas semejante a D. regia, y esto ha sido sostenido basándose en datos moleculares . Datos filogenéticos y moleculares implican que las “trampas-instantáneas” de la atrapamoscas Venus (Dionaea) y Aldrovanda evolucionaron de trampas matamoscas de un ancestro común junto con Dionaea; la evidencia aún viviente que relaciona Drosera con Dionaea es D. regia y su residuo característico. En este modelo evolutivo, pre-adaptaciones en evolución hacia trampas-instantáneas fueron identificadas en muchas especies de Drocera, como movimientos de hoja rápidas y tentáculos. El modelo propone que plantas carnívoras con trampas-instantáneas evolucionaron de trampas matamoscas y que Drocera fue impulsada por el incremento de las presas. Presas grandes pueden escapar fácilmente del mucílago pegajoso en las trampas de matamoscas y la evolución de la trampa instantánea previno en gran medida el escape y kleptoparasitismo (robo de la presa capturada por la planta antes de poder obtener un beneficio de esta).

## Cultivo

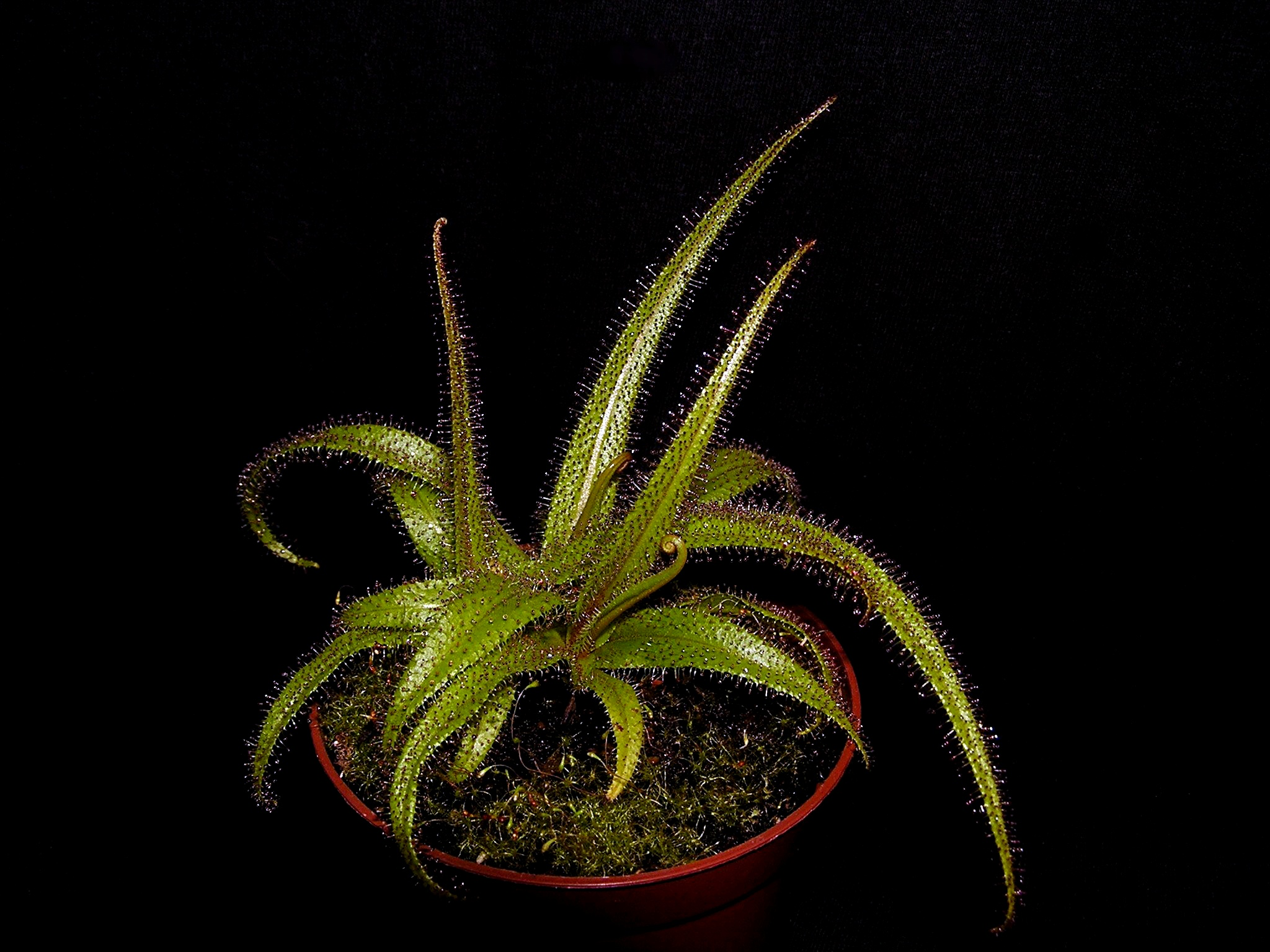
Cultivo de D. regia

El primer intento de cultivar Drosera regia fue previo a la descripción formal de la especie en 1926. Edit Layard Stephens, informó haber tenido éxito en cultivar D. regia, para ello debió utilizar condiciones de “humedad y una atmósfera relativamente fría”, similar a la del ambiente nativo.

Aún es considerada una especie difícil de cultivar, sin embargo informes modernos de su cultivo han indicado cuales fueron las condiciones bajo las cuales se tuvo más éxito. Para crecimiento óptimo, la D. regia parece necesitar buen drenaje del suelo, niveles de luz apropiados y prefiere temperaturas frías. Se indicó que la combinación de noches frías y días cálidos indujo un crecimiento vigoroso. La reproducción asexual se logra frecuentemente por pequeños cortes de la raíz, lo que se prefiere en lugar de cortes en sus hojas, que tienden a pudrirse antes de que la raíz se forme. La germinación de semillas se logra a partir de 10 días a 3 o 4 semanas con semillas frescas, lo que es más rápido que en muchas especies de Drosera.

La germinación es fanerocotilar (cotiledónes no globulados expuestos, libres de cubierta de la semilla) , con sus primeras hojas verdaderas en disposición alternadas. 

En 2004, Wiliam Joseph Clemens registró una especia única cultivar , D. regia ‘Big Ease’ (del inglés: Gran facilidad). Tiene la reputación de ser más robusta que otros clones de la especie y también más compacta con un largo máximo de hoja de 23 cm. Bajo estas condiciones de cultivo, ‘Big Ease’ nunca ha florecido o se ha puesto inactiva. Clemens originalmente obtuvo su D. regia de un vendedor en la conferencia de la Sociedad Internacional de Plantas Carnívoras, en el año 2000.
Luego de bastante investigación, Clemens registró la nueva cultivar en la edición de 2004 de Carnivorous Plant Newsletter , la cuarta edición de la Internacional Carnivorous Plant Society.